# Abril Pérez
Abril Pérez (Abril Peres) fue un juglar compostelano de la primera mitad del siglo XIII.

## Biografía
No quedan datos biográficos suyos para establecer su identidad y procedencia. Tradicionalmente se le identifica con el noble portugués Abril Peres de Lumiares fallecido en 1245. Sin embargo, estudiosos como António Resende de Oliveira, lo identifican con un juglar documentado en Lisboa en 1221 o con un burgués de Santiago de Compostela, hermano del canónigo Abril Fernández, que aparece en un documento de 1269.   

## Obra
Tan solo se conserva una composición suya, una tensón con Bernal de Bonaval en la que se compara el valor de sus respectivas señoras. El tensón se titula: Abril Peres, muit'hei eu gram pesar y aparece en el folio 227v del códice de la Biblioteca Nacional de Lisboa.